# روي بورجوازي
روي بورجوازي (بالإنجليزية: Roy Bourgeois)‏ هو ناشط حقوق الإنسان وضابط أمريكي، ولد في 27 يناير 1938 في لوتشر في الولايات المتحدة.

## وصلات خارجية
- الموقع الرسمي
- روي بورجوازي على موقع إن إن دي بي (الإنجليزية)